# Lados y ángulos correspondientes

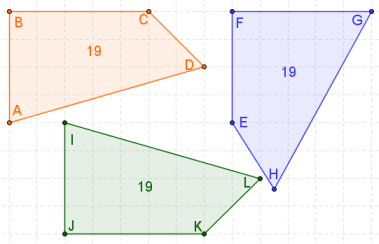
Los cuadriláteros naranja y verde son congruentes; pero el azul no es congruente con ellos. La congruencia entre la forma naranja y la verde se establece por el hecho de que el lado BC corresponde a (en el caso de congruencia, se exige igual longitud) JK; CD corresponde a KL; DA corresponde a LI; y AB corresponde a IJ; mientras que el ángulo C corresponde al ángulo (igual) K; D corresponde a L; A corresponde a I; y B corresponde a J

En geometría, las condiciones que determinan la congruencia y la semejanza de dos polígonos implican comparar secuencialmente sus lados correspondientes y sus ángulos correspondientes, de manera que cada arista y cada ángulo de un polígono se emparejen con un lado o un ángulo del segundo polígono, teniendo cuidado de mantener la secuencia de los elementos adyacentes.

## Condiciones
Por ejemplo, si un polígono posee la secuencia de lados a, b, c, d y e; y el otro posee la secuencia v, w, x, y y z, y si b y w son lados correspondientes, entonces el lado a (adyacente a b) debe corresponder a v o x (ambos adyacentes a w). Si a y v se corresponden entre sí, entonces c corresponde a x, d corresponde a y y e corresponde a z; por lo tanto, el elemento in de la secuencia abcde corresponde al elemento in de la secuencia vwxyz para i = 1, 2, 3, 4, 5. Por otro lado, si además de que b corresponde a w, se tiene que c corresponde a v, entonces el elemento in de abcde corresponde al elemento in de la secuencia inversa xwvzy.
Las pruebas de congruencia exigen que todos los pares de lados correspondientes tengan la misma longitud, aunque, excepto en el caso del triángulo, esto no es suficiente para establecer la congruencia (como lo ejemplifican un cuadrado y un rombo que tienen la misma longitud de lado). Las pruebas de semejanza analizan si las razones de las longitudes de cada par de lados correspondientes son iguales, aunque nuevamente esto no es suficiente. En cualquier caso, también es necesaria la igualdad de los ángulos correspondientes. La igualdad (o proporcionalidad) de los lados correspondientes combinada con la igualdad de los ángulos correspondientes es condición necesaria y suficiente para la congruencia (o la semejanza en su caso). Por otro lado, los ángulos correspondientes así como los lados correspondientes, deben aparecer en la misma secuencia. Por ejemplo, si en un polígono con la secuencia de lados abcde y otro con la secuencia de lados correspondientes vwxyz, se tiene un ángulo de vértice A que aparece entre los lados a y b, entonces su ángulo de vértice correspondiente V debe aparecer entre los lados v y w.
Por otro lado, se puede afirmar que una relación de congruencia equivale a una relación de semejanza de razón 1.